# Marquinho
Marco Antônio de Mattos Filho nebo také krátce Marquinho (* 3. července 1986) je brazilský fotbalista hrající na postu ofenzivního záložníka, který v současnosti hraje saúdskoarabský klub Al Ahli, kde hostuje z italského Udinese.

## Klubová kariéra

### Palmeiras
V roce 2007 se dostal z juniorky do A-týmu. Za Palmeiras si bohužel zahrál pouze jeden zápas a to 18. ledna 2007.

### Botafogo
V létě 2007 odešel kvůli nedostatku šancí do Botafoga, ale moc si nepomohl, zahrál si pouze pět zápasů.

### Figueirense
V Botafogu se mu nelíbilo, a tak se opět stěhoval. Přestoupil do Figueirense. Ve Figueirense si konečně zahrál, odehrál za něj 26 zápasů.

### Fluminense
Jelikož se mu ve Figueirense dařilo, tak přestoupil do Fluminense. V roce 2010 s Fluminense vyhrál titul, Fluminense vyhrálo titul po 26 letech.

### AS Řím
V lednu 2012 odešel do AS Říma, nejprve na hostování, ale poté ho v létě za 3 000 000 € koupil. Většinu času v AS Římu strávil na hostováních.

### Hellas Verona (hostování)
31. ledna 2014 odešel na krátké hostování do Hellas Verony. Za Hellas odehrál 15 zápasů.

### Al Ittihad (hostování)
2. července 2014 odešel na roční hostování do saúdského Al Ittihadu. Za Al Ittihad odehrál 26 zápasů a vstřelil 9 gólů.

### Udinese
18. srpna 2015 podepsal čtyřletou smlouvu s Udinese.

### Al Ahli (hostování)
18. ledna 2016 se vrátil zpět do Saúdské Arábie, odešel na půlroční hostování do Al Ahli.